# Wort zum Freitag
Das Wort zum Freitag ist eine dem christlichen Wort zum Sonntag auf Das Erste analoge Fernsehsendung, die von der Türkischen Gemeinde in Deutschland als Teil eines „14-Punkte-Plans für ein besseres Miteinander von Christen und Muslimen“ gefordert und von einigen Medienvertretern und Politikern vorgeschlagen wird. Die im Titel zum Ausdruck kommende Sendeterminfixierung auf den Freitag leitet sich von der Freitagspredigt (Chutba) im Islam her.
Seit dem 20. April 2007 gibt es vom Südwestrundfunk (SWR) das Islamische Wort, welches im Internet gehört und gelesen werden kann, seit dem 6. Juli die ZDF-Sendung Forum am Freitag im Internet und auf ZDFinfo (freitags um 7:45 Uhr). Diese Internetangebote sind tatsächlich aber keine Verkündigungssendungen wie das christliche Pendant: Der bundesdeutsche Rundfunkstaatsvertrag gesteht solche nur in Deutschland anerkannten Religionsgemeinschaften zu. Diesen Status besaß bis April 2013 keine der islamischen Organisationen in Deutschland, doch die Ahmadiyya Muslim Jamaat erlangte als erste diesen Status im April 2013 im Bundesland Hessen. In Hamburg kam es im April 2014 dazu, dass die Muslimische Gemeinde eine anerkannte Religionsgemeinschaft ist.

## Diskussion
Zu der Idee einer muslimischen Sendung Wort zum Freitag gab es in Politik und Gesellschaft recht unterschiedliche Meinungen. Während der Geschäftsführer der Fraktion der Grünen, Volker Beck, ein Wort zum Freitag bereits im Februar 2006 als Mittel sah, „um die Integration von Moslems in Deutschland zu verbessern“ sowie die Gleichstellung des Islams als Religionsgemeinschaft mit dem Christentum zu erreichen, lehnte der ARD-Vorsitzende Thomas Gruber die Idee zu der Zeit noch kategorisch ab. Als das ZDF im Februar 2007 konkrete Pläne für eine Sendung veröffentlichte, kritisierte der Orientalist Hans-Peter Raddatz diesen Vorstoß. Skeptisch zeigt sich auch der Bischof von Mainz und Vorsitzende der deutschen Bischofskonferenz Kardinal Karl Lehmann zu dieser Sendung. Das „Wort zum Sonntag“ habe eine ganz eigene Tradition und könne nicht beliebig kopiert werden, es gibt keine verbindliche repräsentative Glaubenszeugenschaft für den Islam in Deutschland. Relativ knapp beantwortet der WDR die Frage warum gibt es keine muslimischen Religionssendungen ?
   
Im Zuge der Einführung des Wortes zum Freitag könnte auch die Forderung des Zentralrats der Juden nach einem Wort zum Sabbat Gehör finden. Mit den Gedanken zum Schabbat ist dies bei einigen ARD-Anstalten bereits verwirklicht. Der Zentralrats-Vizepräsident Salomon Korn schlug vor, alternativ ein Wort zum Wochenende einzurichten, das allen großen Religions- und Weltanschauungsgemeinschaften Deutschlands offenstehen solle.

## Forum am Freitagim ZDF
Anfang Februar 2007 wurde bekannt, dass das ZDF ab Mai 2007 ein Wort zum Freitag zunächst in sein Online-Angebot aufnehmen wird. Es wird in deutscher Sprache produziert werden und Imamen sowie Islamwissenschaftlern ein Forum bieten, in dem aktuelle Themen aufgegriffen, zur Diskussion gestellt und unter religiösen Gesichtspunkten kommentiert werden können. Dabei sollen auch unterschiedliche Auslegungen des Korans berücksichtigt werden.
Bei positiver Resonanz zur Sendung, die zunächst ausschließlich im ZDF-Onlinedienst veröffentlicht wird, sei laut ZDF auch die Ausstrahlung im Fernsehprogramm eine Option. Am 6. Juli 2007 startete die ZDF-Sendung Forum am Freitag ausdrücklich als „Angebot für Muslime und Nicht-Muslime“ (Chefredaktion) im Internet. In der ersten Ausgabe wurde die muslimische Religionspädagogin Lamya Kaddor vorgestellt.
Die Redakteure der Sendung sind der Deutsch-Perser Kamran Safiarian und der Deutsch-Afghane Abdul-Ahmad Rashid. Moderiert wird sie im Wechsel von Abdul-Ahmad Rashid, Homeira Rhein und Dilek Üşük.

## Islamisches Wortim SWR
Am 20. April 2007 präsentierte der Südwestrundfunk als erster Sender das „Islamische Wort“ auf seiner Homepage als Audio- und Textdatei. Der erste Autor war der damalige Generalsekretär und heutige Vorsitzende des Zentralrats der Muslime in Deutschland, Aiman Mazyek.
Das erste „Islamische Wort“ vom 20. April hatte die Gnade und Barmherzigkeit Gottes zum Inhalt und bezog sich auf die aktuelle Debatte zur Freilassung der letzten ehemaligen RAF-Mitglieder, die sich im Gefängnis befinden.
Die Reihe wird inhaltlich von abwechselnden Autoren verantwortet: neben Aiman Mazyek schreiben noch Emina Čorbo-Mešić, Lamya Kaddor, Hussein Hamdan, und Bekir Alboğa.